# C15TA装甲トラック
C15TA装甲トラックは、第二次世界大戦中にカナダで生産された装輪装甲車である。

## 概要
C15TA装甲トラックは、アメリカ軍が使用したM3 スカウトカーの開発コンセプトに属し、ゼネラルモーターズ・カナダで開発された。この車両はシボレーのC15 CMPトラックの車体を利用している。1943年から1945年の間にオンタリオのオシャワで3,961両が生産された。車体の装甲はハミルトン橋梁会社が生産・供給した。
C15TAは、北西ヨーロッパのイギリス軍とカナダ軍の部隊で、装甲兵員輸送車や救急車として使用された。戦争終結後、大半の車両はヨーロッパに残され、後にベルギーやデンマーク（M6 モセグリスと改称された）、オランダ（約396両が供給された）、ノルウェーなどのヨーロッパの国々の陸軍に使用された。さらに、約150両がカナダからスペインに売却された。イギリス軍によってベトナムに残された車両はフランスが購入し、フランス領インドシナで使用された上、南ベトナム軍に譲渡された。多数のC15TAがマラヤ連邦の警察部隊に使用された。1955年、ポルトガルはいくつかの車両を手に入れ、1961年に勃発したアフリカ戦争で用いられた車両はグラナデイロス（擲弾兵）として知られた。
948両が生産され、少数の車両は1960年代まで軍務に従事した。